# Moctezuma, Oaxaca
Moctezuma är en ort i Mexiko.   Den ligger i kommunen Santa Lucía Monteverde och delstaten Oaxaca, i den sydöstra delen av landet, 300 km sydost om huvudstaden Mexico City. Moctezuma ligger 2 409 meter över havet och antalet invånare är 119.
Terrängen runt Moctezuma är kuperad åt nordost, men åt sydväst är den bergig. Runt Moctezuma är det ganska tätbefolkat, med 72 invånare per kvadratkilometer. Närmaste större samhälle är Villa Chalcatongo de Hidalgo, 12,8 km öster om Moctezuma. Trakten runt Moctezuma består i huvudsak av gräsmarker.